# Ukrainischer Fußballpokal 2004/05
Der Ukrainische Fußballpokal 2004/05 war die 14. Austragung des ukrainischen Pokalwettbewerbs der Männer. Pokalsieger wurde Dynamo Kiew. Das Team setzte sich im Finale am 29. Mai 2005 im Olympiastadion von Kiew gegen Titelverteidiger Schachtar Donezk durch.

## Modus
Die Begegnungen der ersten drei Runden und des Finales wurden in einem Spiel ausgetragen. Bei unentschiedenem Ausgang wurde zur Ermittlung des Siegers eine Verlängerung gespielt. Stand danach kein Sieger fest, folgte ein Elfmeterschießen. Bis zum Achtelfinale hatten die unterklassigen Teams Heimrecht.
Im Viertel- und Halbfinale wurden die Sieger in Hin- und Rückspiel ermittelt. Bei Torgleichstand in beiden Spielen zählte zunächst die größere Zahl der auswärts erzielten Tore; gab es auch hierbei einen Gleichstand, wurde das Rückspiel verlängert und ggf. ein Elfmeterschießen zur Entscheidung ausgetragen.
Da beide Finalisten bereits über die Liga für die Champions League qualifiziert waren, ging der Startplatz für den UEFA-Pokal an den Liganächsten.

## Teilnehmende Teams
| Wyschtscha Liha (16) | Perscha Liha (16) | Druha Liha (32) | Druha Liha (32) |
| --- | --- | --- | --- |
| - Arsenal Kiew - Borysfen Boryspil - Dnipro Dnipropetrowsk - Dynamo Kiew - Illitschiwez Mariupol - Krywbas Krywyj Rih - Metalist Charkiw - Metalurh Donezk - Metalurh Saporischschja - Obolon Kiew - Sakarpattja Uschhorod - Schachtar Donezk - Tawrija Simferopol - Tschornomorez Odessa - Wolyn Luzk - Worskla-Naftohas Poltawa | - Arsenal Charkiw - Dinamo-IgroService Simferopol - Hasowyk Skala Stryj - Karpaty Lwiw - FK Mykolajiw - Nywa Winnyzja - Nafkom Browary - Naftowyk-Ukrnafta Ochtyrka - Podillja Chmelnyzkyj - FK Polissja Schytomyr - Sorja Luhansk - Spartak-Horobyna Sumy - Spartak Iwano-Frankiwsk - Stal Altschewsk - Stal Dniprodserschynsk - ZSKA Kiew | - FK Berschad - FSK Bukowina Czernowitz - Desna Tschernihiw - Dnister Owidiopol - Elektrometalurh-NSF Nikopol - Enerhetyk Burschtyn - Fakel Iwano-Frankiwsk - Hasowyk ChHW Charkiw - Helios Charkiw - Hirnyk-Sport Komsomolsk - Jawir Krasnopillja - Krymteplyzja Molodischne - Krystal Cherson - Naftowyk Dolyna - Nywa Ternopil - Olimpija FK AES Juschnoukrajinsk | - MFK Oleksandrija - FK Oleksandrija - Olkom Melitopol - Oswita Borodjanka - Palmira Odessa - FK Rawa-Ruska - Real Odessa - Ros Bila Zerkwa - PFK Sewastopol - Sirka Kirowohrad - Techno-Center Rohatyn - FK Tscherkassy - Tschornohora Iwano-Frankiwsk - Tytan Armjansk - Uholjok Dymytrow - FK Weres Riwne |

## 1. Runde
| Datum      |                                        | Ergebnis              |                                    |
| ---------- | -------------------------------------- | --------------------- | ---------------------------------- |
| 04.08.2004 | FK Rawa-Ruska (III)                    | 1:4                   | Schachtar Donezk (I)               |
| 06.08.2004 | Olkom Melitopol (III)                  | 0:4                   | Dynamo Kiew (I)                    |
| 07.08.2004 | Jawir Krasnopillja (III)               | 3:1                   | Sakarpattja Uschhorod (I)          |
| 07.08.2004 | Uholjok Dymytrow (III)                 | 0:3                   | Nafkom Browary (II)                |
| 07.08.2004 | FK Weres Riwne (III)                   | 2:4                   | Podillja Chmelnyzkyj (II)          |
| 07.08.2004 | Tytan Armjansk (III)                   | 1:4                   | Sorja Luhansk (II)                 |
| 07.08.2004 | Ros Bila Zerkwa (III)                  | 0:1                   | Obolon Kiew (I)                    |
| 07.08.2004 | Palmira Odessa (III)                   | 1:1 n. V. (3:4 i. E.) | Stal Altschewsk (II)               |
| 07.08.2004 | Oswita Borodjanka (III)                | 1:2                   | Karpaty Lwiw (II)                  |
| 07.08.2004 | Nywa Ternopil (III)                    | 0:1                   | Metalist Charkiw (I)               |
| 07.08.2004 | Krystal Cherson (III)                  | 0:1                   | Worskla-Naftohas Poltawa (I)       |
| 07.08.2004 | Krymteplyzja Molodischne (III)         | 0:3                   | Nywa Winnyzja (II)                 |
| 07.08.2004 | Hirnyk-Sport Komsomolsk (III)          | 1:3                   | Dynamo-IgroService Simferopol (II) |
| 07.08.2004 | Helios Charkiw (III)                   | 1:3                   | Tawrija Simferopol (I)             |
| 07.08.2004 | Hasowyk ChHW Charkiw (III)             | 0:1                   | Metalurh Saporischschja (I)        |
| 07.08.2004 | FK Berschad (III)                      | 1:3                   | Stal Dniprodserschynsk (II)        |
| 07.08.2004 | Enerhetyk Burschtyn (III)              | 1:3                   | Spartak Iwano-Frankiwsk (II)       |
| 07.08.2004 | Dnister Owidiopol (III)                | 0:1 n. V.             | Metalurh Donezk (I)                |
| 07.08.2004 | Desna Tschernihiw (III)                | 4:0                   | Arsenal Charkiw (II)               |
| 07.08.2004 | Sirka Kirowohrad (III)                 | 1:4                   | Krywbas Krywyj Rih (I)             |
| 07.08.2004 | PFK Sewastopol (III)                   | 0:2                   | Naftowyk-Ukrnafta Ochtyrka (II)    |
| 07.08.2004 | Naftowyk Dolyna (I)                    | 1:2                   | FK Mykolajiw (II)                  |
| 07.08.2004 | Techno-Center Rohatyn (III)            | 1:0                   | FK Polissja Schytomyr (II)         |
| 07.08.2004 | Real Odessa (III)                      | 0:2 n. V.             | ZSKA Kiew (II)                     |
| 07.08.2004 | FK Tscherkassy (III)                   | 2:0                   | Hasowyk Skala Stryj (II)           |
| 07.08.2004 | FSK Bukowina Czernowitz (III)          | 0:1                   | Borysfen Boryspil (I)              |
| 07.08.2004 | FK Oleksandrija (III)                  | 0:2                   | Arsenal Kiew (I)                   |
| 08.08.2004 | MFK Oleksandrija (III)                 | 0:3                   | Spartak-Horobyna Sumy (II)         |
| 14.08.2004 | Fakel Iwano-Frankiwsk (III)            | 0:7                   | Tschornomorez Odessa (I)           |
| 14.08.2004 | Olimpija FK AES Juschnoukrajinsk (III) | 0:4                   | Wolyn Luzk (I)                     |
| 15.08.2004 | Tschornohora Iwano-Frankiwsk (III)     | 1:5                   | Illitschiwez Mariupol (I)          |
| 15.08.2004 | Elektrometalurh-NSF Nikopol (III)      | 1:4                   | Dnipro Dnipropetrowsk (I)          |

## 2. Runde
| Datum      |                                    | Ergebnis              |                              |
| ---------- | ---------------------------------- | --------------------- | ---------------------------- |
| 19.08.2004 | Desna Tschernihiw (III)            | 2:1 n. V.             | Borysfen Boryspil (I)        |
| 19.08.2004 | Nywa Winnyzja (II)                 | 2:2 n. V. (4:2 i. E.) | Arsenal Kiew (I)             |
| 20.08.2004 | Jawir Krasnopillja (III)           | 0:6                   | Dynamo Kiew (I)              |
| 21.08.2004 | Dynamo-IgroService Simferopol (II) | 0:3                   | Dnipro Dnipropetrowsk (I)    |
| 21.08.2004 | Stal Dniprodserschynsk (II)        | 2:3                   | Metalurh Donezk (I)          |
| 21.08.2004 | Podillja Chmelnyzkyj (II)          | 0:3                   | Illitschiwez Mariupol (I)    |
| 21.08.2004 | Naftowyk-Ukrnafta Ochtyrka (II)    | 4:0                   | Worskla-Naftohas Poltawa (I) |
| 21.08.2004 | Spartak-Horobyna Sumy (II)         | 1:3                   | Schachtar Donezk (I)         |
| 22.08.2004 | Stal Altschewsk (II)               | 2:0                   | Metalist Charkiw (I)         |
| 22.08.2004 | Nafkom Browary (II)                | 1:2 n. V.             | Tawrija Simferopol (I)       |
| 22.08.2004 | FK Mykolajiw (II)                  | 0:1                   | Metalurh Saporischschja (I)  |
| 22.08.2004 | FK Tscherkassy (I)                 | 3:2 n. V.             | Tschornomorez Odessa (I)     |
| 22.08.2004 | ZSKA Kiew (II)                     | 2:2 n. V. (6:5 i. E.) | Obolon Kiew (I)              |
| 22.08.2004 | Spartak Iwano-Frankiwsk (II)       | 0:3                   | Wolyn Luzk (I)               |
| 22.08.2004 | Sorja Luhansk (II)                 | 0:1 n. V.             | Krywbas Krywyj Rih (I)       |
| 22.08.2004 | Techno-Center Rohatyn (III)        | 0:2                   | Karpaty Lwiw (II)            |

## Achtelfinale
| Datum      |                                 | Ergebnis              |                             |
| ---------- | ------------------------------- | --------------------- | --------------------------- |
| 11.09.2004 | Karpaty Lwiw (II)               | 0:1                   | Dynamo Kiew (I)             |
| 11.09.2004 | Stal Altschewsk (II)            | 1:2                   | Dnipro Dnipropetrowsk (I)   |
| 11.09.2004 | ZSKA Kiew (II)                  | 1:2                   | Schachtar Donezk (I)        |
| 11.09.2004 | Naftowyk-Ukrnafta Ochtyrka (II) | 2:1                   | Metalurh Donezk (I)         |
| 12.09.2004 | Nywa Winnyzja (II)              | 1:0                   | Metalurh Saporischschja (I) |
| 12.09.2004 | FK Tscherkassy (III)            | 1:1 n. V. (4:5 i. E.) | Tawrija Simferopol (I)      |
| 12.09.2004 | Desna Tschernihiw (III)         | 1:4                   | Krywbas Krywyj Rih (I)      |
| 12.09.2004 | Illitschiwez Mariupol (I)       | 1:2 n. V.             | Wolyn Luzk (I)              |

## Viertelfinale
| Datum             |                                 | Gesamt |                           | Hinspiel | Rückspiel |
| ----------------- | ------------------------------- | ------ | ------------------------- | -------- | --------- |
| 16.10./19.11.2004 | Wolyn Luzk (I)                  | 1:6    | Dynamo Kiew (I)           | 1:2      | 0:4       |
| 16.10./20.11.2004 | Naftowyk-Ukrnafta Ochtyrka (II) | 2:4    | Dnipro Dnipropetrowsk (I) | 0:2      | 2:2       |
| 16.10./20.11.2004 | Schachtar Donezk (I)            | 7:0    | Tawrija Simferopol (I)    | 3:0      | 4:0       |
| 17.10./20.11.2004 | Nywa Winnyzja (II)              | 2:3    | Krywbas Krywyj Rih (I)    | 2:1      | 0:2       |

## Halbfinale
| Datum             |                        | Gesamt |                           | Hinspiel | Rückspiel |
| ----------------- | ---------------------- | ------ | ------------------------- | -------- | --------- |
| 21.04./04.05.2004 | Schachtar Donezk (I)   | 2:1    | Dnipro Dnipropetrowsk (I) | 2:1      | 0:0       |
| 21.04./04.05.2004 | Krywbas Krywyj Rih (I) | 1:3    | Dynamo Kiew (I)           | 1:1      | 0:2       |

## Finale
| Paarung          | Schachtar Donezk – Dynamo Kiew |
| Ergebnis         | 0:1 (0:1) |
| Datum            | 29. Mai 2005 |
| Stadion          | Olympiastadion, Kiew |
| Zuschauer        | 68.000 |
| Schiedsrichter   | Terje Hauge ( Norwegen) |
| Tore             | 0:1 Diogo Rincón (11., Foulelfmeter) |
| Schachtar Donezk | Jan Laštůvka – Cosmin Bărcăuan, Anatolij Tymoschtschuk , Igor Duljaj (80. Andrij Worobej), Matuzalém – Zvonimir Vukić (58. Jádson), Mariusz Lewandowski, Brandão, Răzvan Raț – Ciprian Marica, Darijo Srna (83. Flavius Stoican) Cheftrainer: Mircea Lucescu ( Rumänien)     |
| Dynamo Kiew      | Oleksandr Schowkowskyj – Rodolfo, Florin Cernat (54. Jerko Leko), Diogo Rincón, Maksim Shatskix (71. Waljanzin Bjalkewitsch) – Oleh Hussjew, Māris Verpakovskis, Andrij Nesmatschnyj, Goran Gavrančić (46. Serhij Fedorow) – Ayila Yussuf, Rodrigo Cheftrainer: József Szabó |
| Gelbe Karten     | Zvonimir Vukić, Cosmin Bărcăuan – Rodrigo, Māris Verpakovskis, Rodolfo, Ayila Yussuf, Diogo Rincón, Maksim Shatskix |
| Platzverweise    | Ciprian Marica (29.) – keine |
| Besonderheiten   | Schowkowskyj hält Foulelfmeter von Lewandowski (25.) |